# Антимонопольне законодавство
Антимонопо́льне законода́вство — сукупність законодавчих, урядових та інших нормативно-правових актів, які обмежують монополізацію виробництва, утворення монопольних структур і об'єднань (крім спеціально визначених державою). Воно сприяє свободі підприємництва, вільному і рівному для всіх праву вибору напряму виробничої чи торговельної діяльності, встановлення цін, одержання та розподілу прибутку.
Антимонопольне законодавство, як правило, спрямоване не проти великих монополій взагалі, а проти монопольного розміщення їх на ринку певного товару, проти монополій, що створюються для поглинання слабших конкурентів, проти їхньої змови з метою розподілу сегментів — регіонів, монополії цін, ізоляції конкурентів.
Найбільшої досконалості антимонопольне законодавство досягло у США (антитрестове), (з 1890 року — Закон Шермана). Воно поширене в європейських країнах, у тому числі постсоціалістичних і пострадянських.
В Україні антимонопольне законодавство базується на таких законах:
- Про захист від недобросовісної конкуренції
- Про захист економічної конкуренції.

Антимонопольне законодавство передбачає такі заходи:
- організаційні — диференціація та оптимальні сполучення організаційно-економічних форм і розмірів підприємств;
- економічні — сприяння розвиткові конкуренції, диверсифікації діяльності, вільного утворення цін;
- економічне стимулювання та підтримка розвитку зовнішньоекономічної діяльності;
- адміністративно-правові заходи для боротьби з монопольними посяганнями, організація антимонопольного державного контролю, контроль за справедливим роздержавленням майна, сприяння конкуренції;
- недопущення зловживання монопольним становищем на ринку.

З точки зору командної економіки, ці акти спрямовані на підтримку розвитку підприємництва, зміцнення ринкових відносин і піднесення економіки держави. 
При цьому, антимонопольне законодавство є формою ринкового інтервенціонізму, яке може захищати приховані урядові інтереси і перешкоджати функціонуванню ринків.